# آموند هونورابل
آموند هونورابل (به فرانسوی: amende honorable) نوعی تنبیه در فرانسه بود که در آن از فرد توهین کننده خواسته می‏‌شد پابرهنه و تنها با یک پیراهن، با مشعلی در دست و طنابی بر برگردن که در دست جلاد است به کلیسا یا محل اجتماعات رفته برای عذرخواهی از خداوند، پادشاه و کشورش زانو بزند. این عبارات امروزه برای عذرخواهی رضایتمندانه و یا جبران مافات به کار می‏‌رود.